# 圣克里斯托夫德绍略
圣克里斯托夫-德绍略（法語：Saint-Christophe-de-Chaulieu，法語發音：[sɛ̃ kʁistɔf də ʃoljø] ⓘ，意为“绍略的圣克里斯托夫”）是法国奥恩省的一个市镇，位于该省西北部，和卡尔瓦多斯、芒什两省接壤，属于阿让唐区。

## 地理
圣克里斯托夫-德绍略（48°44'46"N, 0°49'11"W）面积6.51 平方千米，位于法国诺曼底大区奧恩省，该省份为法国西北部内陆省份，北起顺时针与卡爾瓦多斯省、厄尔省、厄尔-卢瓦省、萨尔特省、马耶讷省和芒什省接壤。
与圣克里斯托夫-德绍略接壤的市镇（或旧市镇、城区）包括：勒弗雷讷波雷、绍略、勒梅尼勒西布、维尔诺曼底、苏尔德瓦勒。
圣克里斯托夫-德绍略的时区为UTC+01:00、UTC+02:00（夏令时）。

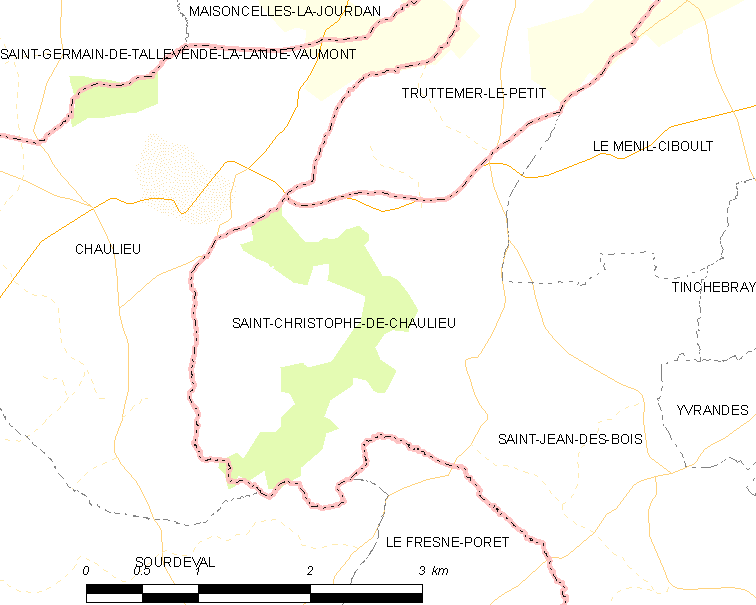
圣克里斯托夫-德绍略的OSM定位图

## 行政
圣克里斯托夫-德绍略的邮政编码为61800，INSEE市镇编码为61374。

## 政治
圣克里斯托夫-德绍略所属的省级选区为栋夫龙昂普瓦赖县。

## 人口

1962-2008年间圣克里斯托夫-德绍略人口变化图示

圣克里斯托夫-德绍略于2022年1月1日时的人口数量为88人。